# Petrinum
Petrinum je někdejší církevní chlapecký seminář, od roku 1992 domov mládeže v Brně-Veveří. Průčelí Petrina je od roku 1988 chráněno jako kulturní památka České republiky.

## Historie

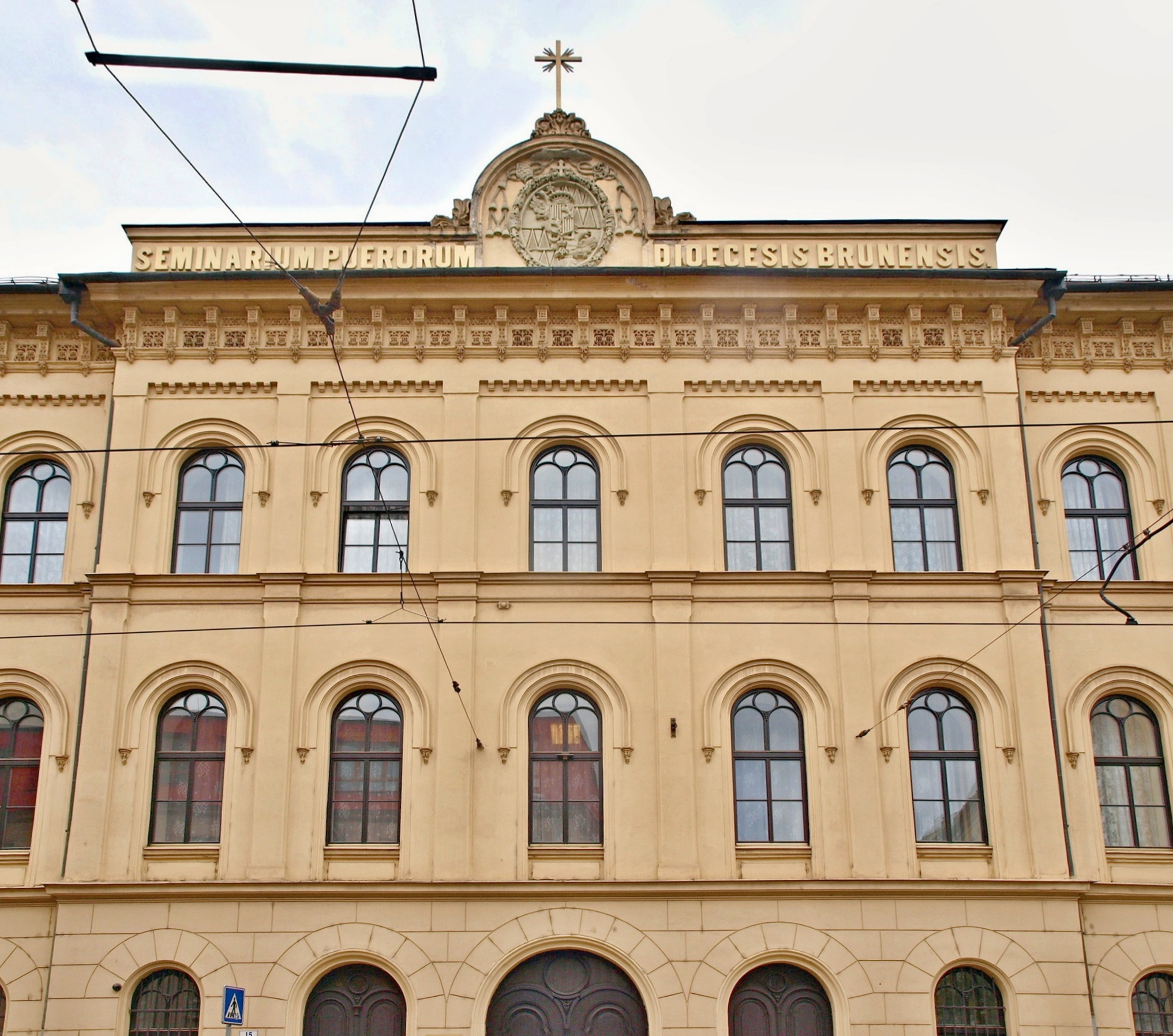
Památkově chráněné průčelí Petrina.

Iniciátorem vzniku chlapeckého semináře v byl brněnský biskup Antonín Arnošt Schaffgotsche, který inicioval veřejnou sbírku pro účel zřízení domova. Jeho snahy svým breve z 28. listopadu 1851 podpořil tehdejší papež Pius IX. V červenci roku 1853 bylo vybráno 31 043 florinů. První seminář pro 18 studentů byl zřízen ve starém kněžském semináři v Dominikánské ulici. Ten však po několika letech přestal dostačovat a byla zahájena sbírka nová na výstavbu vlastní budovy.
V roce 1856 byly pro účel výstavby zakoupeny dva domy v tehdejší předměstské čtvrti Malá Nová Ulice, dnešní ulici Veveří. Budova Petrina byla dokončena v roce 1859 a od té doby až do roku 1940 zde sídlil brněnský chlapecký seminář. Prvním ředitelem semináře byl kanovník Ferdinand Panschab.
V době nacistické okupace bylo brněnské Cyrilometodějské gymnázium vystěhováno ze svého areálu a sestry sv. Cyrila a Metoděje byly dočasně umístěny v Petrinu.
Po skončení války zde ještě krátce byl seminář, který se ovšem přestěhoval do nové budovy v Barvičově ulici. Po komunistickém puči v Československu v únoru 1948 byl objekt církvi zabaven a byla zde umístěna škola pro nevidomé.
V roce 1991 byla v restituci budova navrácena brněnskému biskupství (v mezidobí v ní krátce sídlilo Biskupské gymnázium Brno). V letech 1992-1996 byly provedeny postupné rekonstrukční práce celé budovy a diecéze zde provozuje domov mládeže.
V současné době Petrinum slouží pro ubytování chlapců studujících na kterékoliv brněnské střední nebo vyšší odborné škole.